# Schwarz-Weiß Erfurt Volley-Team 2019-2020
Questa voce raccoglie le informazioni riguardanti lo Schwarz-Weiß Erfurt Volley-Team nelle competizioni ufficiali della stagione 2019-2020.

## Organigramma societario
Area direttiva
- Presidente: Michael Panse

Area tecnica
- Allenatore: Florian Völker
- Allenatore in seconda: Rebekka Schneider
- Scout man: Rebekka Schneider

Area sanitaria
- Fisioterapista: Tyler Dobos

## Rosa
| N° | Nome               | Ruolo | Data di nascita   | Nazionalità sportiva |
| -- | ------------------ | ----- | ----------------- | -------------------- |
| 1  | Clarisa Sagardía   | P     | 29 giugno 1989    | Argentina            |
| 2  | Cassidy Pickrell   | S     | 18 ottobre 1994   | Stati Uniti          |
| 3  | Halli Amaro        | C     | 21 settembre 1993 | Stati Uniti          |
| 4  | Paula Reinisch     | S     | 7 ottobre 1998    | Germania             |
| 5  | Sabrina Krause     | C     | 18 dicembre 1998  | Germania             |
| 6  | Michelle Petter    | L     | 4 febbraio 1997   | Germania             |
| 7  | Elena Kömmling     | S     | 1º febbraio 2000  | Germania             |
| 8  | Sindy Lenz         | S     | 3 ottobre 1998    | Germania             |
| 11 | Mia Anna Stauß     | L     | 1º agosto 2002    | Germania             |
| 12 | Danielle Brisebois | S     | 12 agosto 1994    | Canada               |
| 14 | Rica Maase         | O     | 22 novembre 1999  | Germania             |
| 15 | Jennifer Pettke    | C     | 29 maggio 1989    | Germania             |
| 16 | Lindsay Flory      | P     | 24 ottobre 1996   | Stati Uniti          |
| 18 | Barbara Đapić      | O     | 1º marzo 1995     | Croazia              |

## Risultati

### 1. Bundesliga

#### Girone di andata
| 2ª giornata - 12 ottobre 2019 Riethsporthalle, Erfurt       | Erfurt        | 2 - 3 | Vilsbiburg     | 18-25, 20-25, 25-19, 25-20, 14-16 |
| 3ª giornata - 23 ottobre 2019 ARENA Schwerin, Schwerin      | Schweriner    | 3 - 1 | Erfurt         | 25-17, 24-26, 25-22, 25-19        |
| 4ª giornata - 9 ottobre 2019 Riethsporthalle, Erfurt        | Erfurt        | 1 - 3 | Münster        | 21-25, 23-25, 25-18, 18-25        |
| 5ª giornata - 9 novembre 2019 Margon Arena, Dresda          | Dresdner      | 3 - 1 | Erfurt         | 25-18, 25-18, 23-25, 25-23        |
| 6ª giornata - 13 novembre 2019 Riethsporthalle, Erfurt      | Erfurt        | 1 - 3 | FTSV Straubing | 13-25, 25-17, 16-25, 11-25        |
| 7ª giornata - 17 novembre 2019 Halle am Platz, Wiesbaden    | Wiesbaden     | 3 - 2 | Erfurt         | 29-27, 28-30, 25-22, 16-25, 16-14 |
| 8ª giornata - 27 novembre 2019 Riethsporthalle, Erfurt      | Erfurt        | 0 - 3 | Potsdam        | 16-25, 18-25, 20-25               |
| 9ª giornata - 4 dicembre 2019 SCHARRena, Stoccarda          | MTV Stoccarda | 3 - 0 | Erfurt         | 25-10, 25-17, 25-19               |
| 10ª giornata - 14 dicembre 2019 Riethsporthalle, Erfurt     | Erfurt        | 3 - 2 | PTSV Aachen    | 25-23, 14-25, 25-18, 15-25, 15-13 |
| 11ª giornata - 21 dicembre 2019 Sporthalle Wolfsgrube, Suhl | Suhl          | 3 - 0 | Erfurt         | 25-20, 25-17, 25-19               |

#### Girone di ritorno
| 13ª giornata - 18 gennaio 2020 Ballsporthalle, Vilsbiburg            | Vilsbiburg     | 3 - 1 | Erfurt        | 30-32, 26-24, 25-23, 25-14 |
| 14ª giornata - 25 gennaio 2020 Riethsporthalle, Erfurt               | Erfurt         | 0 - 3 | Schweriner    | 19-25, 21-25, 22-25        |
| 15ª giornata - 29 gennaio 2020 Sporthalle Berg Fidel, Münster        | Münster        | 1 - 3 | Erfurt        | 25-22, 22-25, 22-25, 27-29 |
| 16ª giornata - 1º febbraio 2020 Riethsporthalle, Erfurt              | Erfurt         | 0 - 3 | Dresdner      | 16-25, 21-25, 18-25        |
| 17ª giornata - 8 febbraio 2020 Turmair Volleyballarena, Straubing    | FTSV Straubing | 3 - 1 | Erfurt        | 19-25, 25-17, 25-17, 25-16 |
| 18ª giornata - 22 febbraio 2020 Riethsporthalle, Erfurt              | Erfurt         | 3 - 1 | Wiesbaden     | 25-20, 25-23, 21-25, 25-16 |
| 19ª giornata - 26 febbraio 2020 MBS Arena Potsdam, Potsdam           | Potsdam        | 3 - 0 | Erfurt        | 25-16, 25-23, 25-17        |
| 20ª giornata - 29 febbraio 2020 Riethsporthalle, Erfurt              | Erfurt         | 1 - 3 | MTV Stoccarda | 21-25, 21-25, 25-22, 20-25 |
| 21ª giornata - 7 marzo 2020 Sporthalle Neuköllner Straße, Aquisgrana | PTSV Aachen    | 3 - 1 | Erfurt        | 25-20, 23-25, 25-19, 25-16 |
| 22ª giornata - 14 marzo 2020 Riethsporthalle, Erfurt                 | Erfurt         | -     | Suhl          | annullata                  |

### Coppa di Germania

#### Fase a eliminazione diretta
| Ottavi di finale - 1º novembre 2019 Muldentalhalle, Grimma | Grimma        | 2 - 3 | Erfurt | 15-25, 25-19, 20-25, 25-23, 8-15 |
| Quarti di finale - 23 novembre 2019 SCHARRena, Stoccarda   | MTV Stoccarda | 3 - 0 | Erfurt | 26-24, 25-13, 25-20              |

## Statistiche

### Statistiche di squadra
| Competizione      | Punti | In casa | In casa | In casa | In trasferta | In trasferta | In trasferta | Totale | Totale | Totale |
| Competizione      | Punti | G       | V       | P       | G            | V            | P            | G      | V      | P      |
| ----------------- | ----- | ------- | ------- | ------- | ------------ | ------------ | ------------ | ------ | ------ | ------ |
| 1. Bundesliga     | 10    | 9       | 2       | 7       | 10           | 1            | 9            | 19     | 3      | 16     |
| Coppa di Germania | -     | 0       | 0       | 0       | 2            | 1            | 1            | 2      | 1      | 1      |
| Totale            | -     | 9       | 2       | 7       | 12           | 2            | 10           | 21     | 4      | 17     |

G = partite giocate; V = partite vinte; P = partite perse